# UFC 204
UFC 204: Bisping vs. Henderson 2 var en MMA-gala som arrangerades av Ultimate Fighting Championship och ägde rum 8 oktober 2016 i Manchester i England. 

## Resultat
1. ↑  Titelmatch i mellanvikt.